# کلاوس بودلر
کلاوس بودلر (به انگلیسی: Klaus Baudelaire)  یکی از شخصیت‌های اصلی مجموعه کتاب‌های مجموعه حوادث ناگوار نوشته لمونی اسنیکت است. فرزند وسط خانواده بودلر است. او خواننده‌ای با استعداد است و بیشتر کتاب‌های کتابخانه بودلر را قبل از سوختن آن خوانده بود. عشق او به خواندن و مهارت های تحقیق اغلب برای خنثی کردن کنت اولاف مفید است. کلاوس در ابتدای کتاب‌ها دوازده ساله و در پایان چهارده ساله است.
شخصیت مثبت، دو خواهر دارد، فرزند دوم خانواده است، داراری ثروتی بزرگ است، موهای مشکی دارد و عینکی است. بسیار کتاب خواندن را دوست دارد. در طول داستان تحقیق‌های بسیاری می‌کند و همین تحقیقات او در چند قسمت خیلی مفید واقع می شوند. مثلاً او در غار غم‌انگیز با تحقیقات خود باعث نجات جان سانی می‌شود.

## پیشینه
در شروع ناگوار با توانیی تحقیقی می‌فهمد که کنت الاف برای به دست آوردن ثروتشان چه نقشه ای دارد ( ازدواج با ویولت بودلر).
در سالن خزندگان می فهمد که مار مامیادومال چگونه می‌کشد و این روش کشتن مونتگمری نیست(فرضیه قتل را ثابت می‌کند).
در پنجره بزرگ رمز غلط املایی عمه جوزفین را کشف و مسیر حرکت در قایق را مشخص می‌کند تا عمه جوزفین را نجات دهند.
در کارگاه مصیبت‌بار توسط دکتر ارول که همدست کنت الاف است هیپنوتیزم شده و خسارات سرسام آوری را در کارگاه به وجود می‌آورد.
در آسانسور قلابی دلیل دو دکمه ای بودن آسانسور پنت هاوس اسکوالرها را کشف می‌کند و می‌فهمد که آن آسانسور، قلابی است و فقط یک چاه خالی است.
در دهکده شوم او از روی قوانین دهکده راه‌های فرار از آنجا را پیدا می‌کند و در سلول دولوکس زندان سیزده ساله می‌شود.
در بیمارستان خطرناک جان ویولت را با لفت دادن عمل جراحی نجات می‌دهد.
در آبشار یخ‌زده درباره وسایل زیادی در وی‌اف‌دی V-F-Dتحقیق می‌کند.
در غار غم‌انگیز با استفاده توانایی نقشه خوانی محل غار را پیدا می‌کند.